# محمد بن نجم الدين الصالحي
شمس الدين محمد بن نجم الدين محمد الصالحي الهلالي الدمشقي الملقب بـأبو الفضائل (1549 - 29 يوليو 1603) (956 - 12 صفر 1012) شاعر وناثر شامي من أهل القرن السادس عشر الميلادي/ العاشر الهجري. ولد بدمشق بإيالة الشام العثمانية ونشأ بها قرأ بها القرآن ثم توجه إلى مكة وقرأ بها الفقه الحنفي على ابن حجر الهيتمي وعبد الرحمن بن فهد وقطب الدين النهروالي ثم قدم دمشق بعد وفاة والده وقرأ بها النحو والمعاني والبيان على عماد الدين الحنفي وابن أبي حجلة المغربي. وتفقه بالنور الدين النسفي المصري نزيل دمشق وبرع في الفقه والتفسير والأدب مع ذلك لزم العزلة في حجرة بالمدرسة العزيزية ولم يتزوج مدة عمره وسافر إلى طرابلس الشام في 1600. له عدة مؤلفات منها التذكرة الصالحية و سفينة الدر في فنون الأدب وديوان أشعاره في المدائح النبوية. توفي بدمشق ودفن بالصالحية. 

## سيرته
هو شمس الدين أبو الفضائل محمد بن نجم الدين محمد بن شمس الدين محمد الصالحي الهلالي الدمشقي، ولد بدمشق بإيالة الشام العثمانية سنة 956 هـ ونشأ بها. رافق الشيخ إسماعيل النابلسي والعماد الحنفي وحضر دورس البدر الغزي ولازم ولده أحمد، ثم رحل إلى القاهرة واجتمع بالشيخ محمد بن أبي الحسن البكري، (والد أبو السرور الصديقي أو هو نفسه). 

وجاور مكة، وأخذ بها عن القطب المكي (قطب الدين النهروالي ؟) وعرض عليه ستة عشر كتابًا وأجازه نظمًا، ووقفت عليه بخطه، وأثنى على الصالحي كثيرًا وقال إنه من محاسن دمشق.

ثم رجع إلى مسقط رأسه بعد وفاة والده وكانت له حجرة في العزيزية، ولازم في آخر أمره دروس النجم الغزي، إلى أن توفي في 19 صفر 1012 هـ/ 29 يوليو 1603 م ودفن بالصالحية. 

## حياته الشخصية
وصف بأنه كان ديّنًا خيرًا صالحًا، عالمًا عاملًا، يميل إلى العزلة ويشتغل في عزلته بالكتاب، وتلاوة القرآن، لم يتزوج وكانت له حجرة في العزيزية. وكانت له أخت متزوجة في طرابلس الشام فسافر لزيارتها في سنة 1008 هـ/ 1600 م فأجتمع هناك بالأمير علي بن سيفا فجعله في مدة إقامته بطرابلس معلماً لولده الأمير محمد السيفي فكان ذلك سبباُ لإقامته بطرابلس مدة ومدح الأمير علياً وأخاه الأمير يوسف بقصائد . ثم رجع إلى دمشق وسكنها حتى وفاته. 

## مؤلفاته
من مؤلفاته :
- التذكرة الصالحية، جمع فيها من كل علم فوائد، وطرزها بأخبار ونكات أدبية.
- سفينة الصالحي أو سفينة الدر في فنون الأدب، مجموعة في الآداب والمحاضرات والتراجم
- صدح الحمام في مدح خير الأنام، ديوان أشعاره، معظمه في المدائح النبوية.
- سوانح الافكار والقرائح في غرر الاشعار والمدائح

## وصلات خارجية
- في موقع بوابة الشعراء
- في موقع كتاب بديا